# Педро Бігас
Педро Бігас Ріго (ісп. Pedro Bigas Rigo; 15 травня 1990 року, Пальма-де-Мальорка) — іспанський футболіст, захисник клубу «Ейбар».

## Клубна кар'єра
Педро Бігас починав свою кар'єру футболіста в клубі Терсери «Монтуїрі». У сезоні 2009/10 він грав за команду Сегунди B «Атлетіко Балеарес».
Влітку 2011 року Бігас підписав контракт з клубом Прімери «Мальорка». 1 жовтня 2011 року він дебютував у головній футбольній лізі Іспанії, вийшовши у стартовому складі у гостьовій грі з «Осасуною». 22 жовтня 2012 року він забив перший гол у Прімері, відкривши рахунок в гостьовому матчі проти «Севільї». За підсумками сезону 2012/13 «Мальорка» покинула Прімеру, наступні 2 роки Бігас разом з нею провів у Сегунді. У липні 2015 року він перейшов до «Лас-Пальмас», що зміг повернутися до Прімери.
2018 року Бігас перейшов до «Ейбара» на правах оренди.